# 日本本土戰役

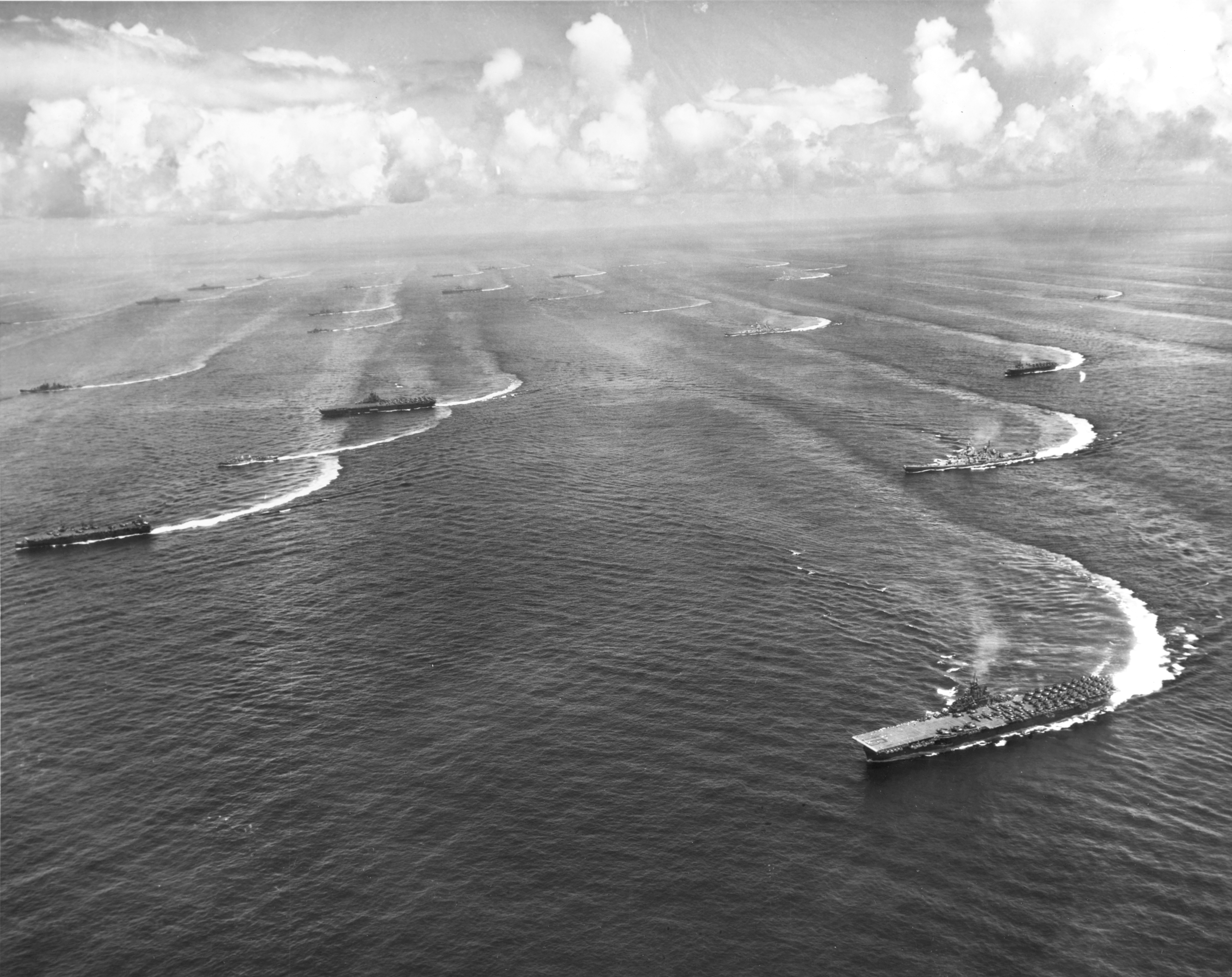
1945年8月，第38機動部隊在東京灣。

日本本土戰役（日语：日本本土の戦い）是指第二次世界大战期間，以美國海軍為主力的同盟國陣营對日本本土（即北海道、本州、四國與九州）的進攻及計劃。同盟國航空兵主要從美軍太平洋艦群、中國四川盆地、蘇聯遠東地區起飛，希望能造成日軍的傷亡，以減輕他們對同盟國登陸部隊的防禦。日軍也打算在本土與盟軍拼死一戰，但直到日本投降為止，盟軍都未在日本本土四大島登陸。 

## 概要
30萬日本聯合艦隊在菲律賓戰役 (1944年至1945年)被毀，日軍明確地失去南太平洋產油區。帝國總部為了取得更好的投降條件，考慮盡可能地給美國軍方造成重大傷亡。因此六月份的法律草案啟動一億玉碎方案，以建立2600萬人民的志願兵役。 
考慮到在當時日本所佔有之地區進行地面作戰時，將面對來自軍隊與平民的混合之攻擊與作戰，可能會導致嚴重混亂與傷亡，且自經驗與情報中得知大量平民會加入前線作戰行列，美軍領導階層因而決定轉向更加不區分平民與軍隊目標且改用空襲的作戰方式等。

## 硫磺岛战役
硫磺岛战役是在1945年2月19日到3月26日間，日军和美军为争夺硫磺岛而进行的一次激战。双方伤亡惨重，其中22,000名固守硫磺岛的日軍官兵只有200人生還。美軍則有26,000人傷亡，這是美军在太平洋戰役中唯一一場伤亡比日军多的戰役。美军士兵在该岛折钵山上豎起美國國旗的照片在美国广为印行，成为绘画、雕塑和邮票的图案。

## 空襲日本本土

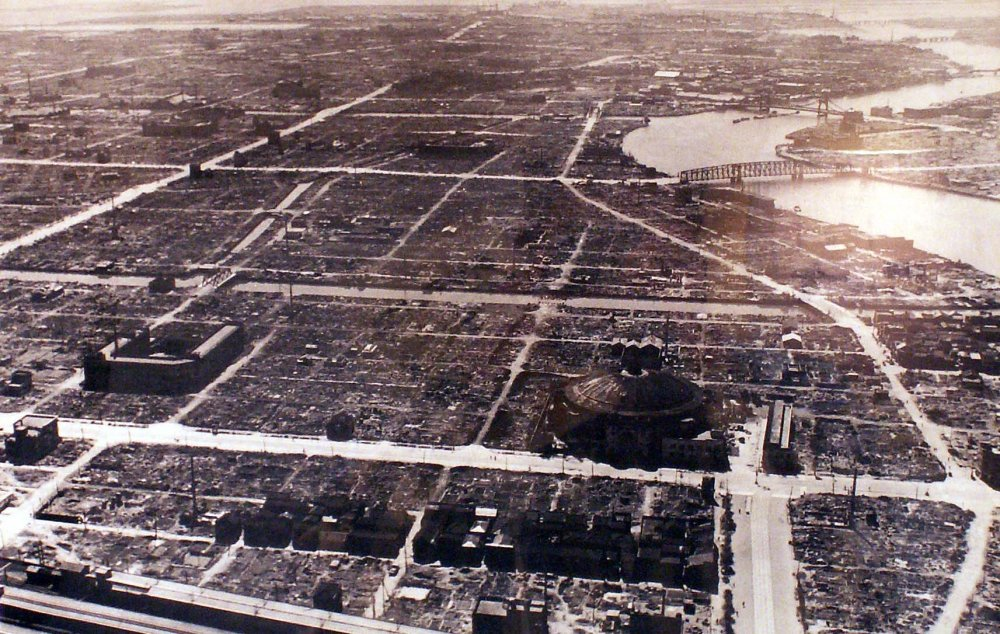
東京大轟炸

定期空襲是盟軍對日本進行的主要襲擊方式，至1944年底，這些重大戰略轟炸伸延至對日本各地大城市和其他軍事及平民目標，重創日本的整體國力。空襲總共造成582,873人死亡、344,820人受傷

### 東京大轟炸
东京大轰炸主要指1945年3月10日和5月25日的兩次轟炸，是二戰期间美國陸軍航空軍对日本首都东京的一系列大规模戰略轟炸。

### 轟炸吳市
轟炸吳市及其附近地區是美國及英國海軍艦載機在1945年7月下旬實施的作戰計劃，該行動擊沉了日本帝國海軍大部份剩餘的大型戰艦。美國海軍第三艦隊在7月24日、25日及28日對吳海軍工廠的攻擊擊沉了一艘航空母艦、三艘戰列艦、五艘巡洋艦及數艘小型艦隻。在同一期間，英國太平洋艦隊攻擊了在瀨戶內海的其他目標及擊沉兩艘護衛艦和幾個較小的船隻，並擊傷了一艘護航航空母艦。

### 原子弹爆炸
戰爭後期，美國成功研發出原子弹，並於1945年8月實行曼哈頓計劃，向日本的廣島市及長崎市投下原子弹，造成重大死傷。

## 沖繩島戰役

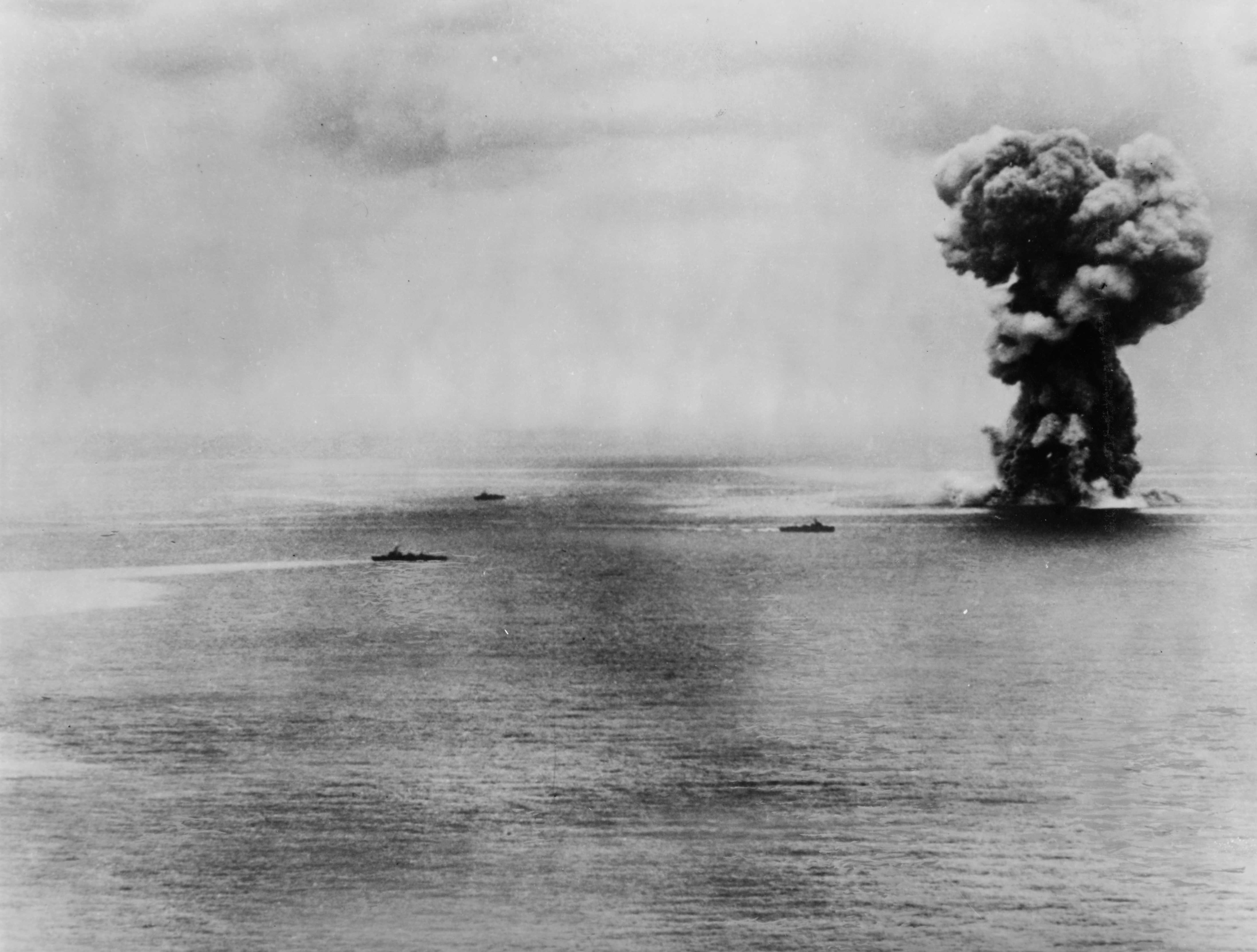
日本超級戰艦大和號爆炸沈沒

冲繩島戰役是二戰太平洋戰場中，規模最大的登陸作戰，此戰役發生在1945年3月底至6月，盟軍之目標是進攻日本之沖繩島。
這場戰役在英文被稱為，在日文中被稱為“铁雨”（tetsu no ame）或“铁暴风”（tetsu no bōfū），這些代號代表了戰役的火力密度及盟軍參戰之戰艦及車輛的龐大數量。冲繩島人口數量龐大，在日軍保衛全島的戰事中最少有150,000人死亡。
盟國計劃利用冲繩島作為登陸日本本土之沒落行動的跳板，但日軍此役在牛島滿的率領下據險死戰，使美軍付出慘重的代價，並警覺日軍寧死不降的精神，被認為是美國後來決定對日本使用原子彈的因素之一。

### 大和特攻艦隊
坊之岬海戰（坊ノ岬沖海戦，1945年4月7日）是二戰末期日本海軍發動的最後一次大型海戰。大和號戰艦與護衛艦共九艘作為水上特攻部隊，與美国海军的航母艦載機展開戰鬥，最後包括大和號在内的六艘戰艦被擊沉。

### 菊水特攻
菊水特攻作戰為日軍在沖繩島戰役期間，對沖繩海域的同盟國艦隊發動自殺性空中攻擊的作戰，是日軍天號作戰的一部份，而作戰名「菊水」是以忠臣楠木正成的旗印而來。

## 八月風暴行動
八月風暴行動又稱「滿洲戰略攻勢行動」，始於1945年8月9日。蘇聯在行動中迅速佔領了滿洲國、蒙疆（內蒙古）、朝鲜半岛北部、南薩哈林島和千島群島。日本關東軍迅速潰敗，是日本投降和第二次世界大戰結束的一個重要因素。

## 本土決戰
本土決戰是在太平洋戰爭時日軍所想定的戰略之一，意味著在日本本土中陸上決戰的意思。1945年秋後，美軍打算實行沒落行動，日軍就策劃以「決號作戰」為名的防衛戰略。另外，本土決戰也可能包括因蘇聯出軍而要與之在北海道、東北地方陸上對戰的意思。
没落行动是二战末期，盟军所酝酿的对日本本土进攻计划，后由于日本在广岛和长崎遭受两次核打击，同时蘇聯也对其宣战，而于8月中旬无条件投降，计划遂告取消。行動包括两部分：奥林匹克行动（Operation Olympic）和小王冠行动（Operation Coronet），奥林匹克行动计划于1945年10月实施，目标是占领九州岛南部约三分之一左右的领土，使之与已经占领的冲绳成为下一步进攻的主要基地。小王冠行动则计划于1946年春天实施，其目标直指迫近东京的关东平原。按计划，此时位于九州的机场将为行动提供机降补给。
由于日本列岛的地理特征，日本军部对于入侵的可能方向作出了精确的判断，并相应地谋划了本土防御作战计划：“决号作战”。其计划欲倾日本最后之国力抵禦，而不打算为任何可能的后续作战留存余裕。
虽然对日决战最终未能付诸实施，但倘若实现，参战双方将付出巨大伤亡。视日本一般民众的抵抗程度，盟军的伤亡預估约達数百万，而日本军民死伤则可能逾千万人。

## 日本投降

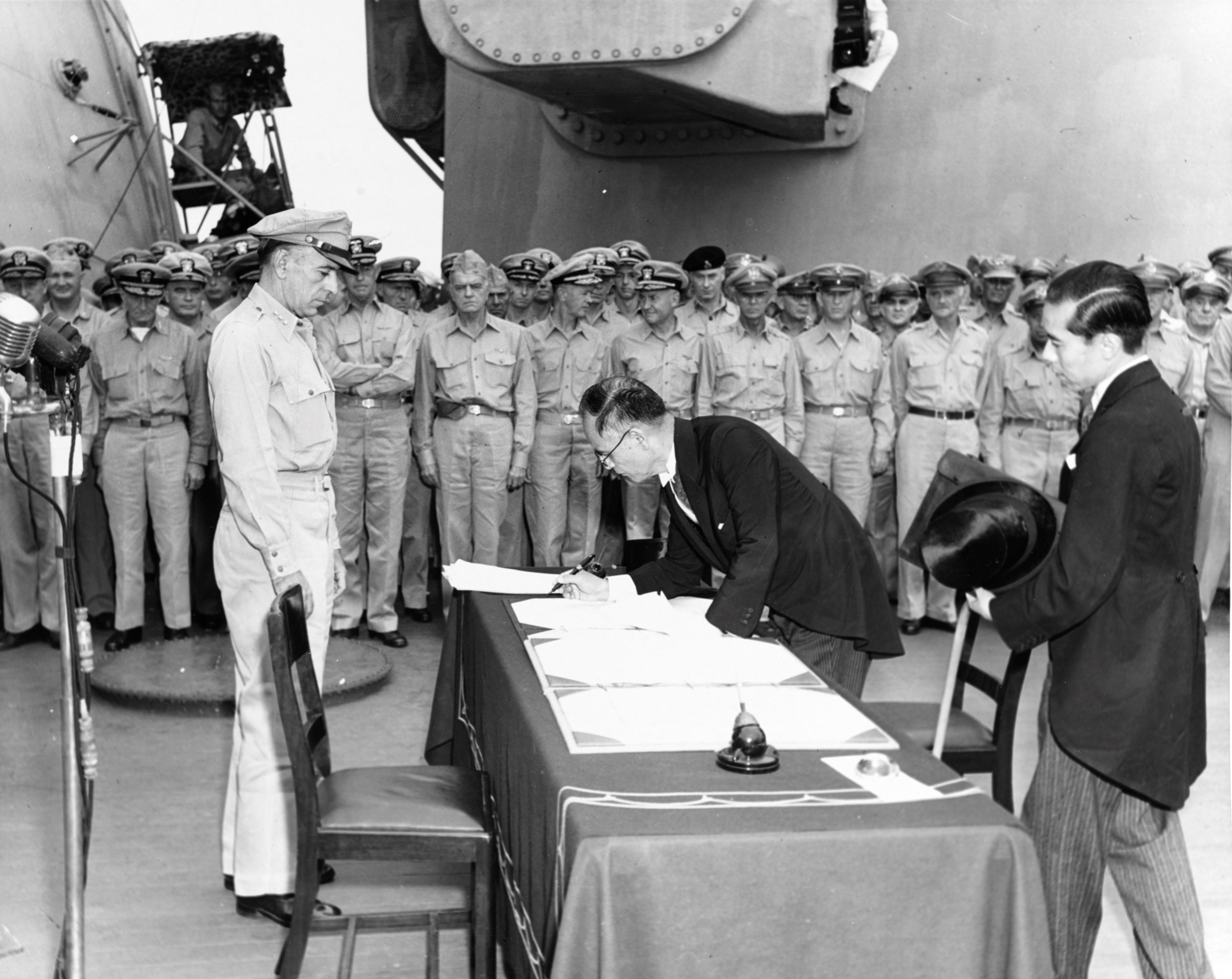
1945年9月2日，在美军理查德·萨瑟兰将军的监督下，日本外務大臣重光葵在密蘇里號上簽署《降伏文書》

1945年8月15日，日本宣佈投降，並於同年9月2日舉行投降儀式，第二次世界大戰結束。大戰發展至1945年8月，日本帝國海軍已接近全數滅亡，且盟軍入侵日本迫在眉睫。日本高層雖公開表示打算抗戰到底，日本的領導人在軍事参議官會議（以下簡稱「六大」）決定在有利於日本的條件下懇求蘇聯進行和平斡旋。與此同時，蘇聯正準備攻擊日本，以履行其在雅爾塔會議對美國和英國所作的承諾。 
8月6日和9日，美國人分別在廣島和長崎投下原子彈。与此同时，蘇聯在8月9日入侵日本的殖民地及滿洲地區（含滿洲國及日本关东州），違反了蘇日中立條約，此兩項衝擊造成天皇裕仁進行干預，命令六大接受盟軍在波茨坦公告中訂下結束戰爭的條款。經過了數天的幕後談判及未遂政變，裕仁天皇在8月15日向全國發表了錄音廣播，對日本民眾宣布日本投降，此段廣播講話被稱為終戰詔書或玉音放送。
8月28日，駐日盟軍總司令佔領日本。投降儀式於9月2日在美國軍艦密蘇里號上舉行，日本政府的官員簽署了投降書，正式結束第二次世界大戰，盟軍將此日訂為「對日戰爭勝利紀念日」。然而，日本一些遠在亞洲和太平洋島嶼上被孤立的指揮官和人員在幾個月甚至幾年後仍然拒絕投降，直至20世紀70年代。自從日本投降後，歷史學家仍持續辯論關於使用原子彈的伦理問題。